# Otto Petschek
Otto Petschek (17. října 1882, Praha – 29. června 1934, Vídeň) byl český německy hovořící židovský bankéř a průmyslník evropského významu. V Praze-Bubenči nechal postavit velkolepou vilu, v níž dnes sídlí rezidence amerického velvyslance v Česku. Jeho jméno nese kultivar hvězdnice horské Aster amellus 'Dr. Otto Petschek'.

## Život
Pocházel ze zámožné rodiny Petschků, kteří patřili k nejbohatším židovským podnikatelským rodinám v Evropě. Narodil se v Praze jako prvorozený syn podnikatele a bankéře Isidora Petschka (1854–1919) a jeho manžely Camilly, rozené Robitschekové (1860–1928).

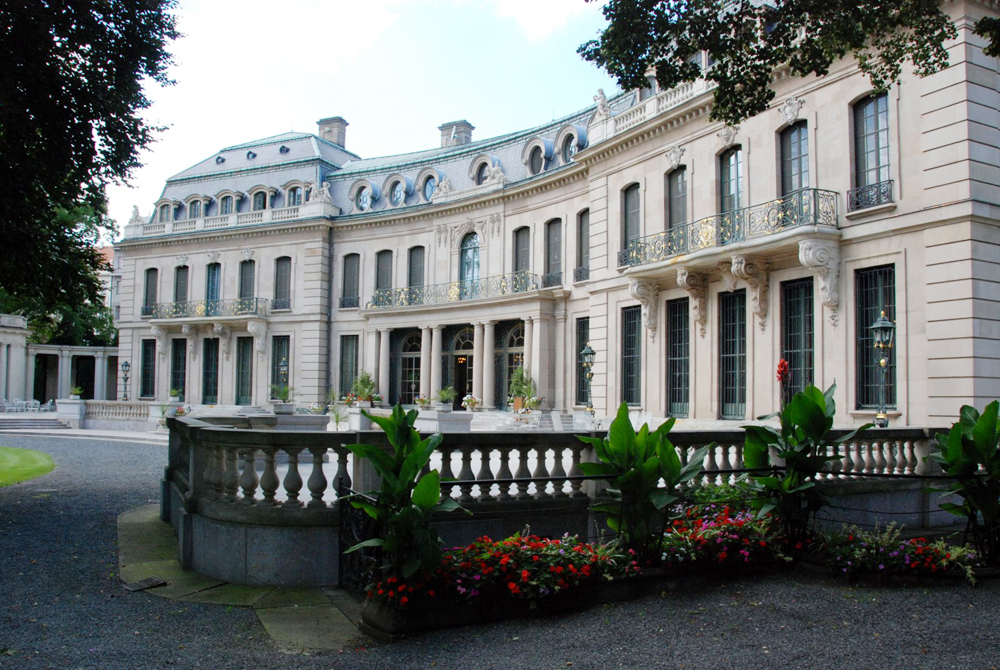
Petschekova vila v Praze.

Měl tři bratry: Paula (1886–1946), Friedricha (1890–1940) a Hanse (1895–1968). Jeho dědeček Moses Petschek byl lichvář, který založil podnikatelskou dynastii Petschků. K jeho příbuzným patřili strýcové Julius Petschek a Ignaz Petschek, všichni původem z Peček u Kolína.
Otto, rodinou nazývaný „Ottolino“, a jeho sourozenci, vyrůstali v bohatství a přepychu a dostalo se jim komplexního, klasického a celoevropského vzdělání. Petschekovi byli původně ortodoxní Židé, ale na počátku 20. století se obrátili k liberálnímu judaismu. Aktivně se angažovali v pražské židovské obci a patřili k jejím největším finančním podporovatelům. Otto Petschek se denně vzdělával v náboženství spolu s intenzivním studiem halachy a agady. Velmi brzy měl výraznou vůli učit se a zálibu v estetické literatuře a vážné hudbě, ale také zálibu v extravaganci. Od dětství se svými rodiči a bratry a rodinou strýce Julia Petschka navštěvoval nejvýznamnější operní domy v Evropě, patřilo mezi ně Nové německé divadlo v Praze, Vídeňská státní opera, Semperova opera v Drážďanech, milánská Scala a další. Klasická hudba se stala jeho první vášní. Když v 10 letech viděl Wagnerovy Mistry pěvce, stal se vášnivým Wagneriánem po zbytek svého života.
Otto, stejně jako otec Isidor a strýc Julius Petschkovi, vystudoval práva na německé části Univerzity Karlovy, kde jedním z jeho spolužáků byl také Franz Kafka. V roce 1909 dokončil studia s titulem doktora práv a následně ho otec na tři roky zaměstnal jako stážistu v advokátní kanceláři rodinného přítele Dr. Julia Poppera, který zároveň vykonával úřady předsedy dozorčí rady některých dolů na Sokolovsku, byl členem představenstva Advokátní komory pro Království české a tajemníkem Rakouské společnosti pro podporu chemického průmyslu.
Jako pozdější hlava rodiny zastupoval od roku 1919 zájmy pražských Petschků, kteří patřili k nejbohatším židovským podnikatelským dynastiím v Evropě.
V letech 1924 až 1930 nechal v Praze-Bubenči postavit velkolepou vilu, jednu z nejluxusnějších měšťanských vil v tehdejší Praze, která je v současnosti sídlem amerického velvyslance v ČR.
JUDr. Otto Petschek zemřel 2. července 1934 ve Vídni.  Byl pohřben na Novém židovském hřbitově v Praze. Jeho vdova Martha zemřela 9. května 1940 v kanadském Torontu.

## Osobní život
Otto Petschek byl ženatý s Magdou "Marthou" Popperovou, dcerou JUDr. Julia Poppera. Manželé měli čtyř děti:
- Viktor Petschek (1914–2005), ženatý s Miriam Rachel "Mary" Fogelmanovou.[14]
- Eva Petschková (1920–2014), [15] provdaná za novináře Roberta B. Goldmanna, imigranta z Německa. Žila v New Yorku. [16]
- Rita Petschková (1922–2006), provdaná za ekonoma Alexandra Kafku, syna Bruna Kafky, poslance československého parlamentu.
- Ina Louise Petschková (* 1922), provdaná za Adolfa Schlesingera.[17]